# パク・ノウォン
パク・ノウォン（ハングル表記：박노원）は、大韓民国の韓国放送公社 (KBS) 所属のアナウンサー。2001年にKBSの第27期公開採用でアナウンサーとして採用され入局した。『KBSニュース9』や『KBSニュース7』『KBS今日の経済』などの番組の司会進行を務めた。2011年から漢陽大学校大学院の国語教育学修士課程に在学した。